# Trichogramma brevicapillum
Trichogramma brevicapillum is een vliesvleugelig insect uit de familie Trichogrammatidae. De wetenschappelijke naam is voor het eerst geldig gepubliceerd in 1978 door Pinto & Platner.